# Vicente Sampaio
Vicente de Paulo Sampaio Rocha (Palmácia, 31 de julho de 1929 — Fortaleza, 10 de junho de 2002) foi um escritor e professor brasileiro, patrono da cadeira nº 25 da Academia de Letras e Artes do Ceará.

## Biografia

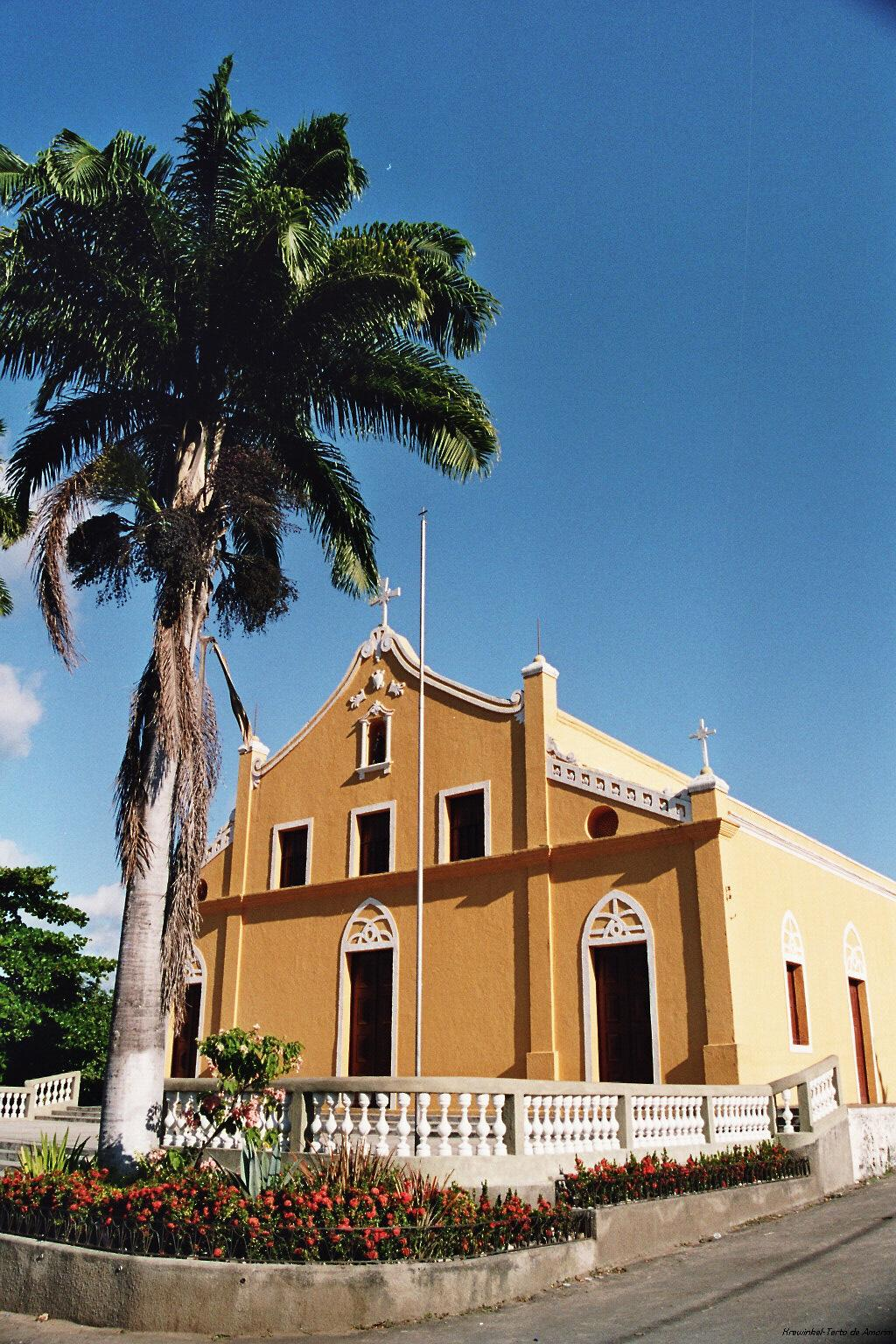
Palmácia, cidade natal de Vicente Sampaio.

Vicente veio de uma família de educadores, sendo membro de uma das famílias fundadoras de Palmácia. Sua avó materna, Maria Amélia Perdigão Sampaio, foi a primeira professora pública de Palmácia, tendo chegado ao Arraial das Palmeiras em 1897, onde casa-se com Pedro Sampaio de Andrade Lima, filho de um dos fundadores do lugar, Dona Maria Amélia fez de sua casa uma escola e prestou significativos serviços ao povo palmaciano. Do casamento com Pedro Sampaio, Maria Amélia teve cinco filhos, dentre eles Maria Florinda Sampaio que contraiu matrimônio com Francisco Hildebrando Rocha, os quais são os pais de Vicente.
Vicente iniciou seus estudos, na sua terra natal, em 1935, com a idade de 6 anos e sua primeira professora foi sua avó materna, Maria Amélia Perdigão Sampaio, quando, na época, o lugar era nada mais do que um aglomerado de casas chamado de Palmeiras.
| “ | Palmácia lhe aguarda a chegada com o frescor da sombra e o calor da hospitalidade. | ” |

Anos depois, o menino Vicente, já alfabetizado, foi para Fortaleza, onde continuou seus estudos na Escola Apostólica São Vicente, dos padres lazaristas. Dali surgiu sua inclinação para o estudo do latim, do grego e das línguas neolatinas , o que o levaria, mais tarde, a tornar-se um profundo conhecedor do Português e do Espanhol.
Formou-se em Letras pela Universidade Católica do Ceará, iniciou suas atividades de magistério no Liceu do Ceará e na Escola Normal Justiano de Serpa, paradigmas do ensino público em Fortaleza. Também lecionou no Colégio Castelo, na Escola Técnica de Comércio Fênix Caixeral, no Colégio Americano Baptista, no Colégio Brasil e no Colégio Rui Barbosa. Em Maranguape lecionou no Colégio Anchieta e por último lecionou no Ginásio Monsenhor Custódio e na Escola Maria Amélia Perdigão Sampaio, ambos em Palmácia.
Casou-se com Lúcia Andrade da Rocha Sampaio em 1969, e teve dois filhos Floriette Andrade da Rocha Sampaio e Fernão de la Roche D'Andrade Sampaio.

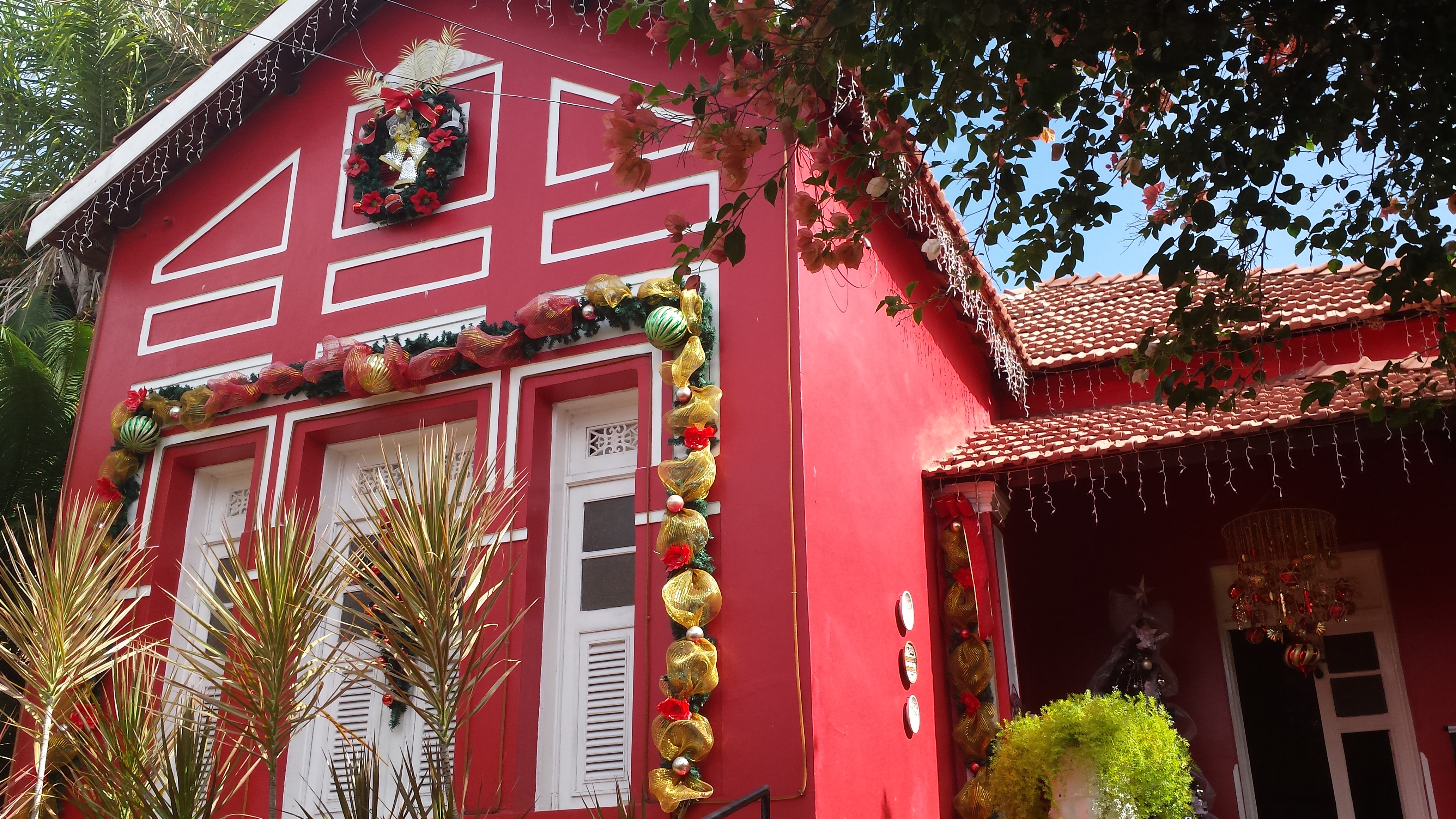
O Solar dos Sampaios, casa onde Vicente Sampaio viveu.

Com a iniciativa Vicente Sampaio e o apoio do prefeito da época, Francisco Damasceno Filho, surgiu o Centro Educacional Monsenhor Custódio de Almeida Sampaio em Palmácia em 1966, tendo a prefeitura doado o prédio e a Campanha Nacional de Educandários gratuitos (CNEG) mantido os professores e funcionários, mais tarde passando a denominar-se Campanha Nacional de Escolas da Comunidade (CNEC), realizando uma reforma educacional no município.
| “ | Quando toda a comunidade palmaciana descobrir a força que terá uma comunidade coesa e bem dirigida, e se assim ocorrer, em nosso Município, não muito longe, teremos aqui o curso colegial ou mesmo o Normal | ” |

Vicente exerceu também a função de Diretor-Proprietário do Ginásio Teófilo Gurgel em Fortaleza e foi Co-fundador do Centro educacional Monsenhor Custódio em Palmácia, sendo seu primeiro diretor. De 1983 a 1988 foi também Secretário de Educação de Palmácia.
| “ | De corpo frágil e cansado doença me tirou dentre vós pra agradecer de bom grado esta festinha entre nós. À palavra bonita e discurso nunca fui acostumado mas a gratidão me impôs enviar um muito obrigado. | ” |

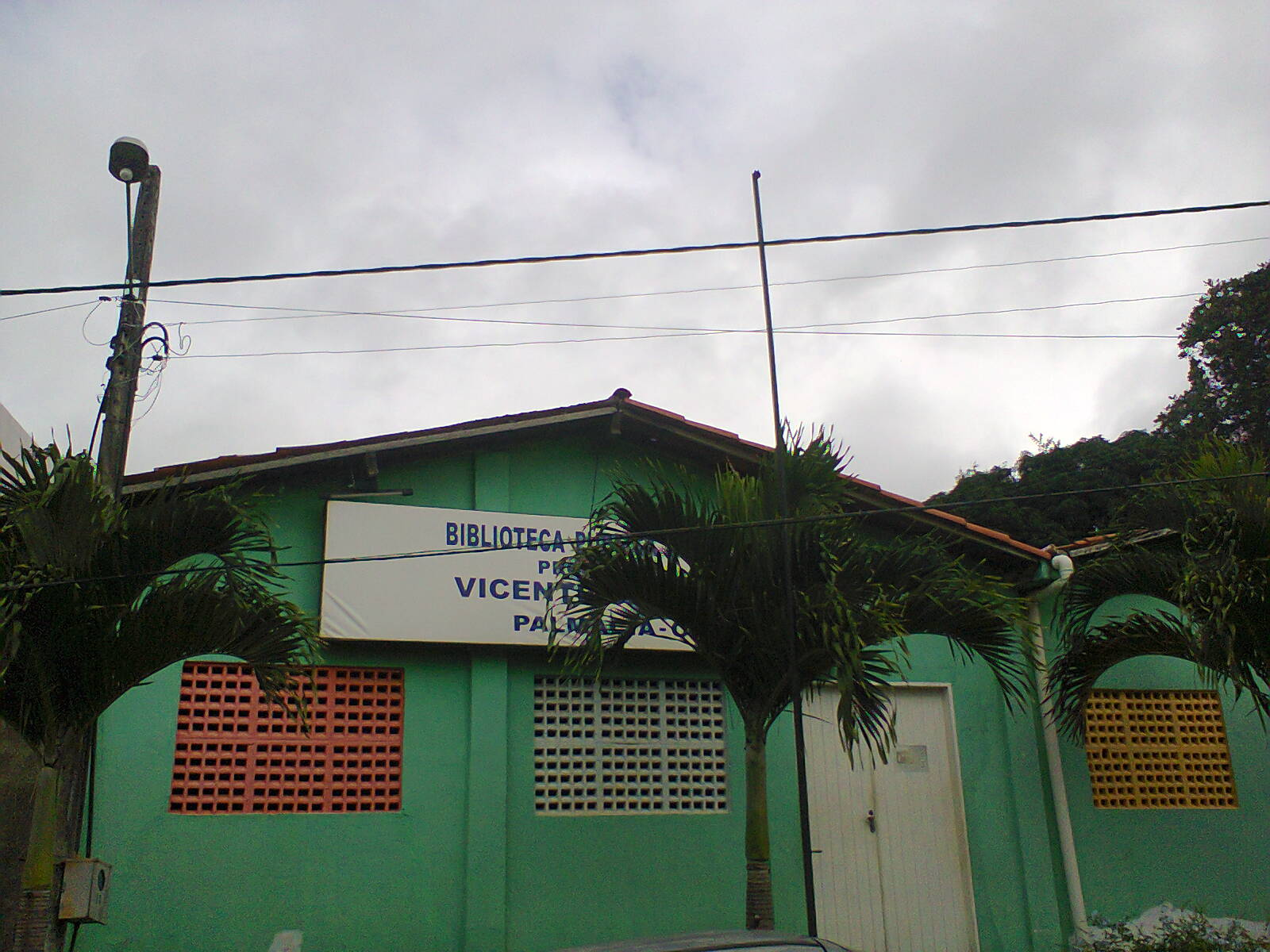
Biblioteca Professor Vicente Sampaio, em Palmácia.

Faleceu em Junho de 2002, em Fortaleza.
Por todo seu esforço em prol da educação do seu povo, recebeu várias homenagens e comendas, tendo sido escolhido como patrono da única biblioteca pública de Palmácia, escolhido também para dar nome a Rua Vicente Sampaio, no bairro Carlito Pamplona, em Fortaleza, para a Rua Vicente Sampaio, no bairro Basílio, em Palmácia e para a Rua Professor Vicente Sampaio, no bairro Cambeba, em Fortaleza.

## Obra
Em 2002 lançou, pela editora paulista LTR, um livro escrito em parceria com sua cunhada, a professora Rosimir Espíndola Sampaio, “O Português nosso de cada dia”, e o volume Dicionário de etimologia, pronúncia, e termos jurídicos.
- Dicionário de Etimologia, Pronúncia e Termos Jurídicos (2002)[8]
- O Português Nosso de Cada Dia (2002).

## Prêmios e Honrarias
- Troféu Torre da Lua: 1996
- Troféu Torre da Lua: 2002[9]